# Verginità (film 1951)
Verginità è un film del 1951 diretto da Leonardo De Mitri.

## Trama
Gina Corelli è una bella ed ingenua ragazza di provincia, che fugge dalla campagna alla volta di Roma con il sogno di vincere un concorso di bellezza e sfondare così nel mondo del cinema, ma viene circuita da Giancarlo, che finge d'introdurla nell'ambiente dei fotoromanzi mentre in realtà esercita la tratta delle bianche.
Franco Rossi, un commesso viaggiatore incontrato per caso sul treno e subito attratto da lei, cerca in tutti i modi di aprire gli occhi a Gina, ma senza successo.
Giancarlo, con l'aiuto del suo amico Renè, un furfante che si presenta a tutti come un conte, e di Giulia, proprietaria della Pensione Aurora, in cui Gina ha trovato alloggio, sua complice da molto tempo (in quanto dà ospitalità a tutte le ragazze circuite dall'uomo), sceglie di compromettere quest'ultima per averla poi in suo potere e costringerla a prostituirsi, ma Mara Sibilia, una delle sue precedenti vittime, anch'essa nelle intenzioni di Giancarlo destinata a diventare una ragazza di vita, informa Franco e uccide l'uomo per poi confessare tutto alla polizia.
Gina finalmente si rende conto della falsità di quel mondo e dell'amore sincero del pur modesto Franco.

## Produzione
Il film è un melodramma sentimentale, filone cinematografico molto popolare presso il pubblico italiano in quegli anni, detto comunemente strappalacrime (poi ribattezzato dalla critica con il termine neorealismo d'appendice).

## Distribuzione
Il film fu distribuito nelle sale cinematografiche italiane il 4 settembre del 1951.
Venne in seguito distribuito anche in Francia, il 20 gennaio del 1954, con il titolo Virginité.